# Carlos Ayala Vargas
Carlos de la Cruz Ayala Vargas (* 2. April 1980 in Esplugues de Llobregat, Katalonien) ist ein spanischer Politiker, Gründungsmitglied und war von 2006 bis 2010 der erste Parteivorsitzende des Partido Pirata (PIRATA), der dortigen Piratenpartei.
Ayala studierte an der Universität Carlos III. Er lebt in Ulea, Murcia, wo auch heute noch der Parteisitz der PIRATA liegt.